# Семенкинська сільська рада (Белебеївський район)
Семе́нкинська сільська рада (рос. Семёнкинский сельский совет) — муніципальне утворення у складі Белебеївського району Башкортостану, Росія. Адміністративний центр — село Старосеменкино.

## Населення
Населення — 623 особи (2019, 797 в 2010, 780 в 2002).

## Склад
До складу поселення входять такі населені пункти:
| Населений пункт      | Населення, осіб (2002) | Населення, осіб (2010) |
| -------------------- | ---------------------- | ---------------------- |
| Гусаркино, присілок  | 49                     | 44                     |
| Ключевка, присілок   | 19                     | 21                     |
| Новосеменкино, село  | 302                    | 295                    |
| Старосеменкино, село | 410                    | 437                    |